# Annie Vallet
Annie Vallet (* um 1943, geborene Annie Causse) ist eine französische Badmintonspielerin. 

## Karriere
Annie Vallet wurde unter ihrem Geburtsnamen Causse 1960 erstmals französische Meisterin. Bis 1974 gewann sie insgesamt elf nationale Titel.

## Sportliche Erfolge
| Saison    | Veranstaltung                      | Disziplin   | Platz | Name                                          |
| --------- | ---------------------------------- | ----------- | ----- | --------------------------------------------- |
| 1959/1960 | Französische Meisterschaft         | Mixed       | 1     | Christian Badou / Annie Causse                |
| 1959/1960 | Französische Meisterschaft         | Damendoppel | 1     | Annie Causse Vallet / Jacqueline Lebas Robert |
| 1960/1961 | Französische Juniorenmeisterschaft | Dameneinzel | 1     | Annie Causse                                  |
| 1961/1962 | Französische Meisterschaft         | Mixed       | 1     | Yves Corbel / Annie Causse                    |
| 1961/1962 | Französische Juniorenmeisterschaft | Dameneinzel | 1     | Annie Causse                                  |
| 1962/1963 | Französische Meisterschaft         | Mixed       | 1     | Gérard Vallet / Annie Causse                  |
| 1962/1963 | Französische Meisterschaft         | Dameneinzel | 1     | Annie Causse                                  |
| 1962/1963 | Französische Meisterschaft         | Damendoppel | 1     | Annie Groene / Annie Causse                   |
| 1963/1964 | Französische Meisterschaft         | Damendoppel | 1     | Annie Causse / Françoise Le Quellenec         |
| 1964/1965 | Französische Meisterschaft         | Damendoppel | 1     | Annie Vallet / Françoise Le Quellenec         |
| 1965/1966 | Französische Meisterschaft         | Mixed       | 1     | Gérard Vallet / Annie Vallet                  |
| 1971/1972 | Französische Meisterschaft         | Damendoppel | 1     | Viviane Beaugin / Annie Vallet                |
| 1973/1974 | Französische Meisterschaft         | Damendoppel | 1     | Viviane Beaugin / Annie Vallet                |